# Tephronia duercki
Tephronia duercki är en fjärilsart som beskrevs av Hans Reisser 1933. Tephronia duercki ingår i släktet Tephronia och familjen mätare. Inga underarter finns listade i Catalogue of Life.